# Histoire de la Nouvelle-France
L'histoire de la Nouvelle-France s'échelonne sur une période allant de l'exploration française du continent américain jusqu'à la cession définitive du Canada au Royaume de Grande-Bretagne en 1763. Terre amérindienne lors des voyages de Cartier, la Nouvelle-France fut progressivement occupée par la France de l'Ancien Régime de 1604 à 1629 et de 1632 à 1760. À la suite de la défaite des armées françaises face aux armées britanniques en 1760, elle est sous domination britannique de 1760 à 1763, en attendant le résultat de la Guerre de Sept Ans en Europe. Par suite de sa défaite dans la Guerre de Sept Ans, la France cède la Louisiane à l'Espagne, en même temps qu'elle abandonne la Nouvelle-France à la Grande-Bretagne.

## Les explorations françaises sans colonisation permanente (1508-1607)

### Les expéditions de pêche

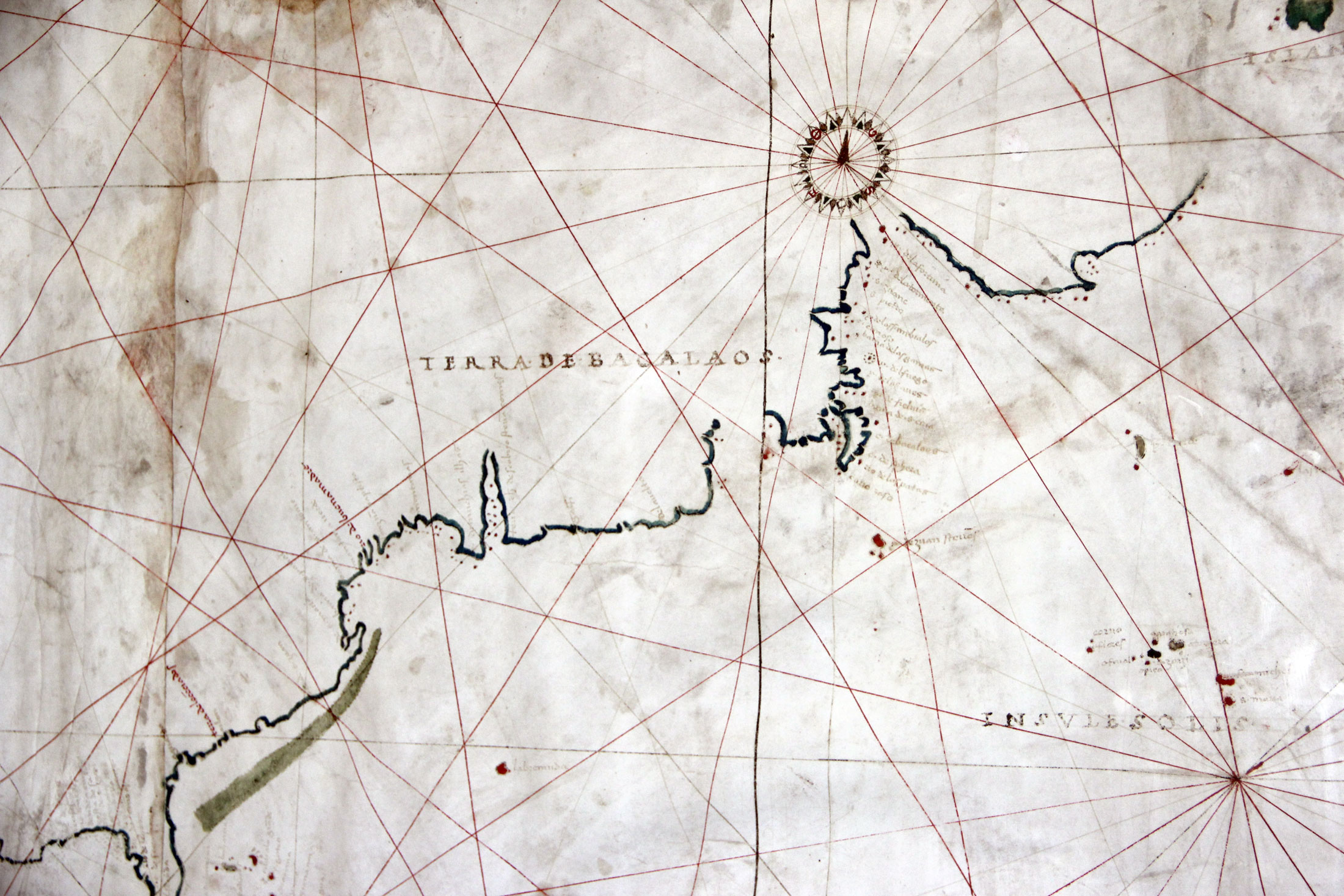
Carte identifiant le Canada comme une Terra de bacalaos. Auteur anonyme. Musée du Vatican (1530)

L'histoire documentée de l'exploration française commence en 1508. En effet, en 1508, soit seulement 16 ans après le premier voyage de Christophe Colomb, Thomas Aubert qui participe vraisemblablement à une expédition de pêche dans la région de Terre-Neuve, ramène quelques Amérindiens en France. Cela confirme que dès le début du XVIe siècle, des navigateurs français s'aventurent dans le golfe du Saint-Laurent. Différentes sources indiquent que les Basques et les Espagnols faisaient de même, ainsi que l'atteste une carte espagnole anonyme de 1530, qui identifie le Canada comme la Terra de bacalaos ou « Terre des morues ».
Jacques Cartier raconte aussi dans son journal que lorsqu'il fit ses premiers contacts avec des Iroquoiens de Stadaconé qui étaient alors en expédition de pêche en Gaspé, ceux-ci vinrent au-devant de lui dans leurs canots en lui offrant des fourrures. Cette attitude des Amérindiens indique que les Amérindiens et les Européens n'en étaient pas à leur première rencontre.

### Le voyage de Verrazano (1524)

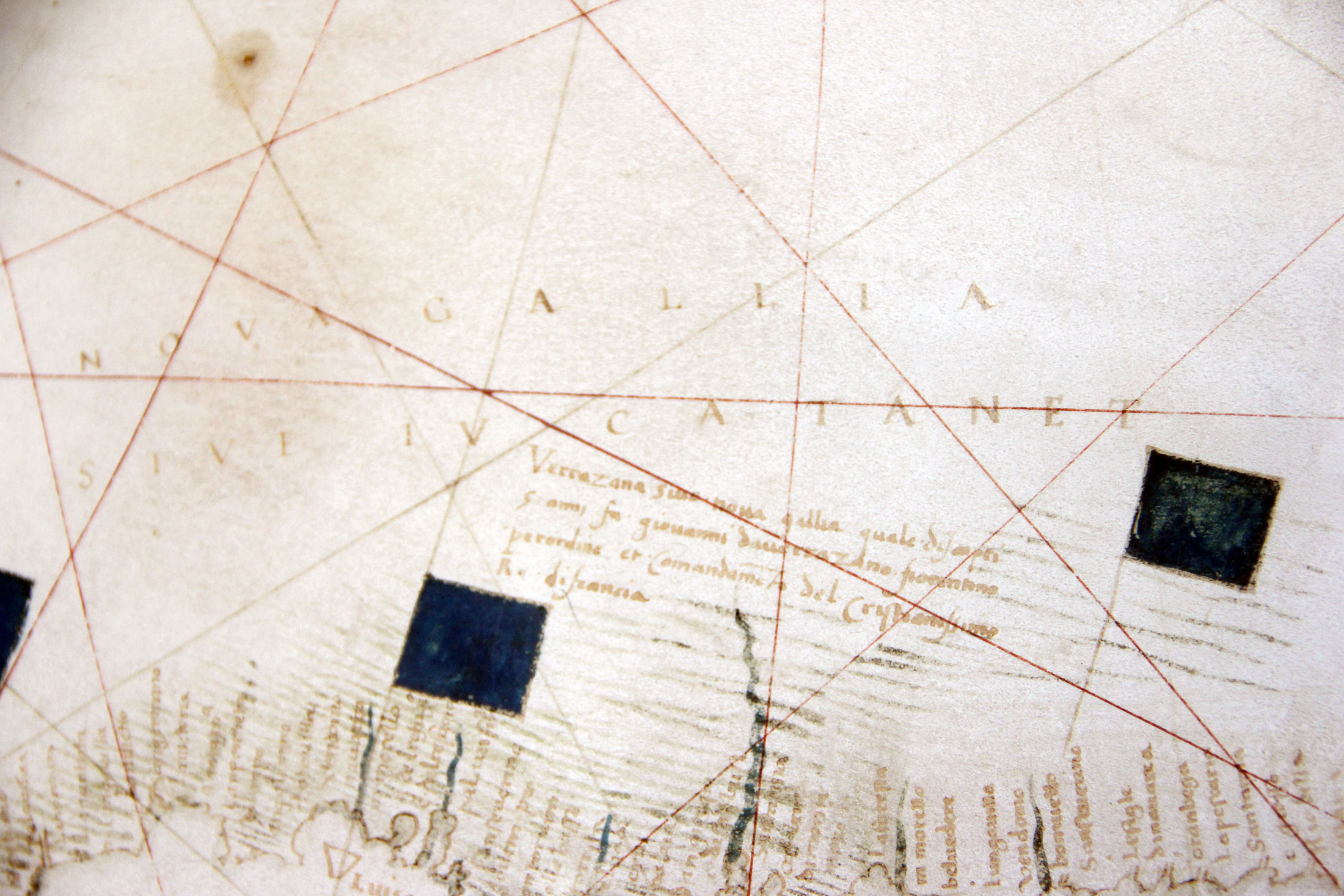
Détail d'une carte de Giovanni da Verrazzano identifiant le Canada comme Nova Gallia. Musée du Vatican (1529).

Ce n'est cependant qu'en 1524 qu'un voyage officiel, commandité par des marchands et par le roi de France François Ier, est organisé. Comme plusieurs autres nations européennes, les Français font confiance à un navigateur italien, Giovanni da Verrazano, pour leur expédition. Auparavant, l'Espagne avait engagé les italiens Christophe Colomb et Amerigo Vespucci alors que l’Angleterre avait engagé l’italien Caboto.
Cherchant lui aussi un passage plus court vers l'Asie, Verrazano s'aventure à un endroit qui n'a pas été visité par les voyageurs européens précédents. Il longe minutieusement la côte atlantique de l'Amérique du Nord entre la Virginie et la Nouvelle-Écosse, cherchant le passage tant convoité vers la Chine. Il rentre bredouille mais non sans avoir été émerveillé par la beauté du paysage qu'il a comparé à une région de la Grèce qu'il connaissait probablement, l'Arcadie. Plus tard, on désigna sous le nom d'Acadie, cette partie de la Nouvelle-France qui se trouvait dans la Nouvelle-Écosse actuelle. Ce voyage qui ne connut pas de résultats tangibles, préparait ceux de dix ans plus tard. Une carte de Verrazzano, datée de 1529 et actuellement déposée au Musée du Vatican, porte déjà la mention Nova Gallia.

### Les voyages de Jacques Cartier (1534-1542)

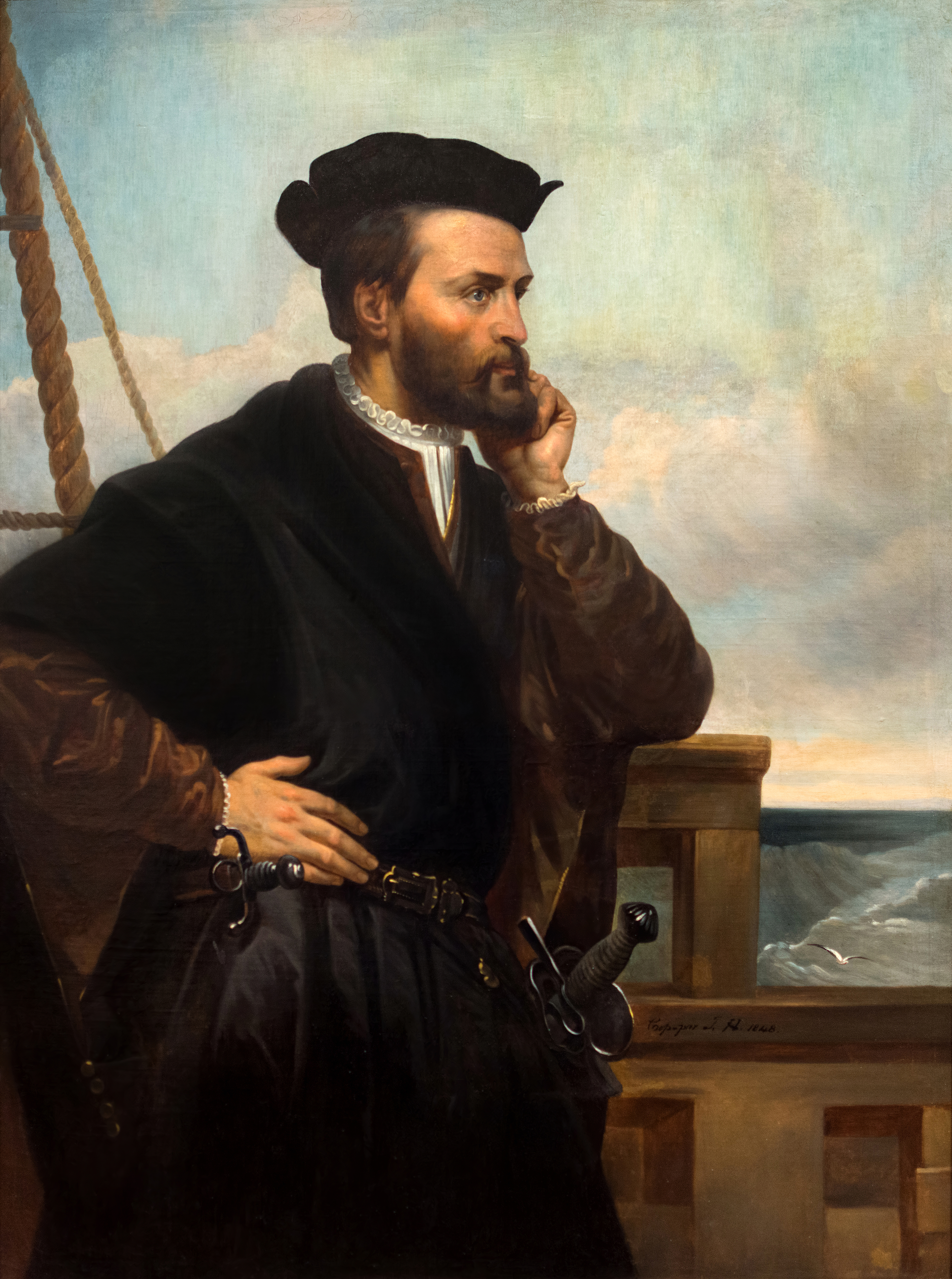
Le portrait imaginaire de Jacques Cartier, par Lemoine en 1895 : on ignore son vrai visage.

Le roi de France François Ier, veut se joindre aux nations qui ont commencé depuis peu à explorer l’Atlantique pour y trouver un chemin vers la Chine. Il finance donc les voyages de Jacques Cartier et charge ce dernier de trouver « certaines îles et pays où l'on dit qu'il se doit de trouver de grandes quantités d'or, d'épices ainsi que de soies ». On dit que Jacques Cartier est le découvreur du Canada parce qu’il est le premier à explorer le territoire en vue de son exploitation systématique. Il effectua trois voyages en Amérique.
Lors de son premier voyage en 1534, Jacques Cartier explore minutieusement le golfe du Saint-Laurent. Le 23 juillet, il plante une croix de trente pieds de hauteur dans le sol de la péninsule de Gaspé et prend possession du territoire au nom du Roi de France. À cette occasion il a un premier contact avec les Micmacs.
Lors de son second voyage en 1535, il remonte le fleuve St.-Laurent jusqu’à ce qui est aujourd’hui la ville de Montréal.
En 1541, Jean-François de la Rocque de Roberval est nommé lieutenant de la Nouvelle-France et est chargé, avec Jacques Cartier, d'établir une colonie en Amérique. Pour son troisième voyage, Jacques Cartier est sous les ordres de Roberval. Comme Roberval tarde à terminer la préparation de son voyage, Cartier part en premier et il fonde, à l'embouchure de la rivière de Cap-Rouge, le premier établissement français en sol américain qu'il nomme Charlesbourg-Royal.
Le premier hiver est désastreux. Le scorbut (une maladie causée par une alimentation déficiente en vitamine C) frappe, et beaucoup de membres de l'équipage en meurent avant que Cartier ne réalise que les Iroquois ont un remède. Ne pouvant se permettre de leur montrer le moindre signe de faiblesse, il rusepour avoir la recette : une tisane à base d'écorce de cèdre blanc qui est riche en vitamine C. Lorsque le printemps revient, Cartier s'empresse de repartir pour la France en emportant des échantillons de minéraux, de l'or et des diamants, selon lui. En route sur le fleuve, il rencontre Roberval qui arrive finalement pour prendre le commandement de la colonie. Cartier décide tout de même de retourner en France en laissant Roberval continuer sa route. Arrivé en France, une amère déception l'attend. Son or n'est que de la pyrite de fer, communément appelé l'or des fous, tandis que ses diamants se révèlent être des cristaux de quartz. Le Canada devient, en France, synonyme de sottise et une maxime se met bien vite à circuler : «faux comme un diamant du Canada». Quant à Roberval, après avoir passé, lui aussi, un hiver bien pénible, il décide de rapatrier tout son monde en France. C'en est fait de la première tentative d'implantation française dans la vallée du Saint-Laurent.

### L’abandon temporaire de l’exploration (1543-1597)
Après les trois voyages de Cartier, la France ne veut plus investir de sommes importantes dans une aventure si incertaine. Suivra donc une longue période de désintérêt de la part des autorités françaises. Il faut attendre la toute fin du XVIe siècle pour que renaisse un attrait pour ces lointaines contrées nordiques. Si la France n'envoie plus d'explorateurs et de découvreurs, cela ne veut pas dire qu'il ne vient pas des Français dans la région de Terre-Neuve et dans le golfe du Saint-Laurent. En effet, les pêcheurs bretons et basques continuent de venir s'approvisionner en morues et en huile de baleine. Comme ils doivent passer un certain temps près de la côte Américaine pour ces activités, ils en profitent pour échanger divers objets, en particulier des objets de métal, contre les fourrures des Amérindiens. Ce commerce devient de plus en plus rentable et l'intérêt renaît pour cette « terre de Caïn »[Quoi ?].
Selon certains, le commerce des fourrures nécessite un établissement permanent et un bon réseau d'alliances avec les fournisseurs de fourrures si l'on veut que cette activité soit régulière et rentable. Pour d'autres, ce commerce peut très bien continuer à se faire à la façon des pêcheurs.
Des compagnies de marchands tentent d'intéresser la couronne française à une entreprise d'implantation en Amérique. Les marchands veulent s'impliquer mais ils veulent que les autorités accordent le monopole à une compagnie qui, en retour, s’emploierait à peupler la colonie. Le roi aurait ainsi une colonie sans que cela ne lui coûte très cher. Parallèlement, les partisans du commerce libre font pression auprès des autorités pour que le commerce demeure libre.

## Quelques tentatives ratées d'implantation (1541-1607)
Au printemps 1542, Jacques Cartier, à la suite d'un hiver rigoureux, quitte Charlesbourg Royal, qu'il avait fondé en 1541. Jean-François de la Rocque de Roberval prend le commandement de la colonie.
Au printemps 1543, Jean-François de la Rocque de Roberval, à la suite d'un hiver aussi rigoureux, retourne en France avec tout son monde. Cette décision met fin à la première tentative de colonisation dans la vallée du Saint-Laurent.
De 1562 à 1567 la colonisation de la Floride fut tentée par Coligny qui était encouragé par le roi de France Charles IX. Par contre, faute d'une défense suffisante devant les Espagnols, la colonie se vit passer entre les mains de ces derniers. Au plus fort de son histoire, peu avant sa disparition, la Nouvelle-France de Floride comptait 1 100 hommes.
Le 15 janvier 1598, Henri IV, Roi de France, nomme Troilus de La Roche de Mesgouez lieutenant général de la Nouvelle-France. En mars, Mesgouez débarque sur l'Ile de Sable avec 60 colons. L'effort est louable mais l'endroit mal choisi. L'île est située loin au large de la Nouvelle-Écosse actuelle et renferme peu de ressources pour assurer la subsistance des colons. On est obligé de ravitailler les colons pour leur permettre de survivre. Le premier ravitaillement se passe bien mais le deuxième n'a pas lieu pour des raisons que l'on ne connaît pas. Quand finalement un navire se présente, il ne reste que quelques survivants et ils sont dans un bien piteux état. On n’a alors d'autre choix que de rapatrier ces malheureux en France.
En 1600, un comptoir de traite est construit par Chauvin de Tonnetuit à Tadoussac, à l'embouchure de la rivière Saguenay. L'endroit est particulièrement bien choisi. C'est le pays des Montagnais aussi appelés Innus qui font partie de la grande famille des Algonquiens qui sont essentiellement des chasseurs nomades et qui peuvent fournir d'énormes quantités de fourrures. De plus, on s'éloigne de la concurrence des marchands et pêcheurs qui viennent pendant l'été faire le commerce des fourrures dans le golfe du Saint-Laurent. En revanche, les communications avec la France sont rompues pendant l'hiver à cause des glaces. Encore une fois le premier hiver est fatal pour les occupants du poste de traite. Le scorbut emporte la majorité d’entre eux et au printemps le poste est abandonné.
La tentative de colonisation suivante a lieu en 1604 sur l'Île Sainte-Croix, située dans une rivière du même nom. Cette rivière coule sur les territoires actuels de l'État du Maine et de la province du Nouveau-Brunswick. Pierre Du Gua de Monts, et son navigateur, Samuel de Champlain, sont à l'origine de cet établissement. La colonie de Sainte-Croix ne survit pas, en raison de la rudesse de l'hiver et du manque d'eau douce. La moitié des colons meurent durant l'hiver de 1604 et les survivants sont relocalisés à Port-Royal.
On construit à Port-Royal (sur l'ouest de la baie de Fundy près d'Annapolis Royal (Nouvelle-Écosse) et qui sera le berceau de l'Acadie) une habitation spacieuse et confortable et pendant le premier hiver, on ne déplore aucun décès. Il n'y a pas de hasard à cette situation : les nouveaux arrivants ont appris à mieux se nourrir et à faire échec aux rigueurs de l’hiver canadien. On fonde l'Ordre du Bon-Temps, une organisation qui prévoit qu'à tour de rôle, chacun des occupants se voit confier la charge de préparer un repas pour ses compagnons. Il se crée une certaine compétition où chacun essaie de surpasser l'autre en ingéniosité. Les menus sont variés et excellents. Contrairement à Tadoussac, ce site permet les communications avec la France pendant toute l'année. On réussit à nouer des relations amicales et durables avec les Micmacs qui sont eux aussi des chasseurs nomades. Mais en 1607, on apprend que la compagnie fondatrice de ce poste a perdu son monopole. Les colons quittent les lieux et retournent en France.

## La colonisation du Canada français (1608-1763)

### La mer pour un pays à faire
Toute la colonisation du Nouveau-Monde - comme du reste de l'univers, d'ailleurs - s'étant effectuée par mer, ces expéditions n'en étaient pas moins fort déplaisantes et même très risquées.
Sauf pour les élites administratives et religieuses, les traversées s'effectuaient dans des conditions déplorables : du point de vue hygiène, d'abord, un simple « prélart » séparant le cheptel des humains, souvent entassés les uns sur les autres au milieu de la saleté accumulée, des déjections de toutes sortes, de leur fourniment...
Équipage et passagers pouvaient à peu près tous souffrir du scorbut, surtout si la traversée durait - ce qui n'était pas rare - plusieurs mois. Affaiblis par cette affection et bien d'autres, peu, mal ou pas du tout soignés, l'historien Marcel Trudel estime que jusqu'au tiers - et même plus - pouvait trépasser.
Sans compter les naufrages corps et biens, le meilleur des cas étant qu'ils se produisent à proximité des côtes où au moins les survivants puissent être sauvés.

### La fondation de la ville de Québec (1608)

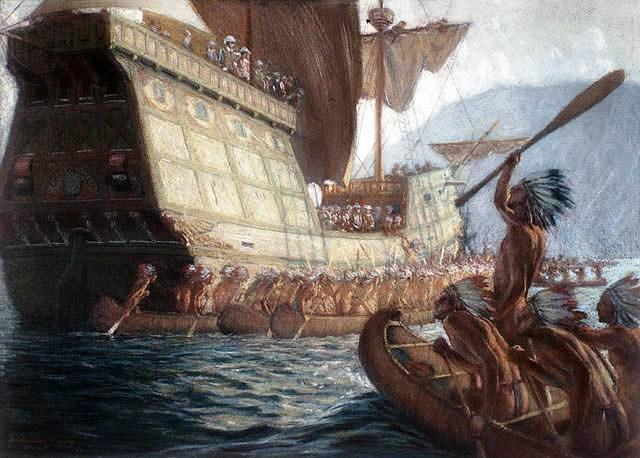
L'arrivée de Samuel de Champlain à Québec selon George Agnew Reid, 1909.

La colonisation du Canada français commence par la fondation de la ville de Québec en 1608 par Samuel de Champlain. Champlain, qui fut d’abord impliqué dans des activités de pêche dans le golfe du Saint-Laurent, comprend vite l’intérêt du commerce des fourrures. Pour faciliter ce commerce, il établit d’abord un poste de traite saisonnière à Tadoussac en 1603 puis il réalise l’importance de disposer d’un établissement permanent. Il fonde donc, en 1608, la ville de Québec qui devient le premier établissement français permanent en Amérique et le point de départ du Canada français qui deviendra la plus importante colonie de la Nouvelle-France.
Le site choisi par Champlain comporte de nombreux avantages. À cet endroit, le fleuve Saint-Laurent se rétrécit et est dominé par un haut cap, aujourd’hui le cap Diamant. Le lieu est donc facile à défendre et peut être utilisé pour bloquer la route des bateaux qui remontent le Saint-Laurent. Il y a aussi abondance de fourrures dans la région car on est en territoire algonquien. Enfin, le site est entouré d’abondantes terres fertiles qui pourront permettre à la future colonie de s’adonner à l’agriculture.
La traite des fourrures à Québec s'annonce prometteuse surtout après la rencontre qui a eu lieu à Tadoussac en 1603 avec les Algonquins et des Hurons qui semblent plutôt bien disposés envers les Français. Pour s’assurer de leur coopération, Champlain leur a promis de les assister dans leur lutte contre les Iroquois.
Au printemps 1609, après un hiver plutôt difficile qui ne laisse que 7 Français dans l'Habitation de Québec, les Algonquins viennent proposer à Champlain une expédition contre les Iroquois près de l’actuel lac Champlain. Champlain n'en a pas vraiment les moyens mais il n'a pas le choix. Il doit donc s'impliquer dans un conflit qui existait bien avant son arrivée dans la vallée du Saint-Laurent. Il part avec deux compagnons, tous trois équipés de leurs « bâtons qui crachent le tonnerre », et ils se dirigent avec leurs alliés amérindiens vers le territoire iroquois. La rencontre a lieu au sud du lac Champlain et les Iroquois sont littéralement terrorisés par les arquebuses à mèche des Français. La partie a peut-être semblé facile mais elle aura des lendemains amers. Cette agression contre les Iroquois va amener ces derniers à entretenir un état d'hostilité quasi permanente avec les Français jusqu'en 1701 et coûtera la vie à plusieurs colons dans les avant-postes de Trois-Rivières et de Ville-Marie (Montréal). Champlain était piégé dans un dilemme. S'il n'avait pas appuyé ses partenaires commerciaux, son commerce des fourrures aurait été compromis et l'essentiel de l'économie reposait sur ce commerce. Par contre, en s'attaquant aux Iroquois, il a contribué à mettre la jeune colonie dans un état d'insécurité permanente.
Champlain se dépense tout de même beaucoup pour la cause de la colonisation de la Nouvelle-France. Il traverse plusieurs fois l'océan pour promouvoir son idée d'une colonisation intégrale du territoire. En 1618, il soumet un plan très détaillé de toutes les possibilités qu'offre la colonie. Il recrute des missionnaires. Les Récollets arrivent dans la vallée du Saint-Laurent en 1615 et les Jésuites en 1625. Arrive également en 1616 Louis Hébert que l'on considère comme le premier agriculteur de la Nouvelle-France. Champlain trouve tout de même le temps de faire plusieurs voyages d'exploration. On sait qu'il a visité la rivière des Iroquois (l’actuelle rivière Richelieu) et le lac Champlain lors de son expédition contre les Iroquois mais, en 1613, il remonte une bonne partie de la rivière des Outaouais et en 1615, il se rend au lac Huron puis au sud du lac Ontario. À cette occasion, il se rend encore chez les Iroquois mais cette fois l'affrontement ne tourne pas à son avantage et il est blessé. Il doit passer l'hiver chez ses amis Hurons. Il en profite pour parfaire ses connaissances géographiques de la région. Il devient aussi un spécialiste des questions amérindiennes.

### Le régime des compagnies à charte (1627-1662)
Malgré tous les efforts de Champlain, la colonie progresse peu. Cependant, en 1627, tous les espoirs sont permis lorsque Cardinal de Richelieu confie la colonie à la Compagnie des Cent-Associés, aussi appelée Compagnie de la Nouvelle-France. Les cent actionnaires de la compagnie, dont Champlain et Richelieu lui-même, se voient confier le développement de la Nouvelle-France. Ils obtiennent le monopole de la fourrure pour 15 ans et celui de tout autre commerce à perpétuité. Ils sont de plus les propriétaires de la colonie. En retour, ils s'engagent à faire traverser 4 000 personnes en 15 ans. Ils doivent de plus assumer les frais de l'administration de la colonie et financer les missions auprès des Autochtones. Chaque actionnaire investit la somme de 3 000 livres. Le roi de France confie donc le développement de sa colonie à l'entreprise privée. Il pourra clamer sa juridiction sur un vaste territoire sans que cela lui soit coûteux.
Les actionnaires sont sérieux. Dès l'année suivante, en 1628, ils financent la traversée de 400 colons. Malheureusement, leurs bateaux tombent aux mains des Anglais dans le golfe du Saint-Laurent. La France et l'Angleterre sont en guerre et les frères Kirke se saisissent des navires et des provisions et rapatrient les colons en France. La compagnie essuie donc un grave revers financier avant même d'avoir fait le moindre profit. De plus, en 1629, les Kirke se présentent devant Québec et s’emparent de la place. À bout de ressources et la mort dans l'âme, Champlain doit abandonner Québec et retourner en France. L'aventure française en Amérique semble terminée.
Mais la prise de Québec s'est produite après l'arrêt des hostilités en Europe. Elle est donc illégale. Après de longues négociations, l'Angleterre remet Québec à la France par le traité de Saint-Germain-en-Laye, en 1632. Champlain revient donc reprendre possession des lieux. La compagnie des Cent-Associés est cependant dans un état financier précaire et n'est plus à même de financer le peuplement. Elle implante donc un régime seigneurial dans la colonie. La compagnie accorde à des individus appelés seigneurs des portions plus ou moins grandes de terre à condition que ces seigneurs recrutent des colons pour peupler et mettre en valeur leur seigneurie. Si le roi s'en était remis à la compagnie pour peupler la colonie, cette dernière s'en remet aux seigneurs pour le recrutement des colons. Ce système où tous s'appliquent à se défaire de leurs responsabilités ne va pas donner de bien bons résultats dans les années qui vont suivre.
Peu après son retour à Québec, Champlain reçoit la visite d'un chef attikamek qui lui demande de fonder un poste de traite à l’emplacement de l’actuelle ville de Trois-Rivières. Les amérindiens qui habitent le haut de la rivière Saint-Maurice trouvent le trajet jusqu'à Québec bien long et veulent un poste plus près de chez eux. En 1634, Champlain charge le sieur de Laviolette de fonder le poste qui deviendra la ville de Trois-Rivières. On s'enfonce donc encore plus avant dans la vallée du Saint-Laurent, se rapprochant davantage de bassins de fourrures importants mais également des Iroquois qui se montreront bien vite très hostiles à ce nouvel établissement.
Champlain meurt à Québec en 1635. Malgré ses efforts répétés, la situation de la Nouvelle-France n’est guère reluisante. À cette époque, la population de la Nouvelle-France n’a pas encore atteint 500 personnes. Chez les voisins du sud, les colonies anglaises, ce chiffre atteint presque les trente mille!  C’est un écart énorme et surtout très inquiétant. La colonie française n’est encore qu’un comptoir alors que l’entreprise de colonisation anglaise est une véritable colonie de peuplement. Cela augure plutôt mal. La compagnie des Cent-Associés demeure toujours propriétaire du territoire, mais le commerce ne va pas très bien, surtout à cause de l’hostilité iroquoise. Cependant, l'hostilité iroquoise n'explique pas tout. Le système des compagnies ne fonctionne pas. Les marchands sont en général plus pressés d'encaisser les profits que de financer le peuplement.
À partir des années 1640, la population se met à augmenter de manière plus appréciable. Assez curieusement, cela coïncide avec la cession par les Cent-Associés de leur monopole des fourrures à la compagnie des Habitants, un groupe formé de marchands canadiens qui ont plus à cœur le développement de la colonie. Entre 1640 et 1660, la population passe de 500 à 3 000 personnes.
En France, un groupe de laïcs, fervents catholiques, rêvent d’évangéliser des Amérindiens. Ils sont des lecteurs assidus des Relations des Jésuites, lettres par lesquelles ces missionnaires font connaître leurs missions auprès des autochtones. En 1639, ils fondent une compagnie qui se fait octroyer une île par les Cent-Associés, toujours propriétaire du territoire. C’est l’île de Montréal. C'est là que Paul Chomedey de Maisonneuve et Jeanne Mance fondent Ville-Marie en 1642. Cette bourgade deviendra par la suite la ville de Montréal. Le site est exceptionnel mais dangereux se rapprochant encore un peu plus des territoires Iroquois. Ville-Marie est à la porte de deux routes fluviales, le Saint-Laurent et la rivière des Outaouais, qui s’enfoncent profondément dans des territoires riches en fourrures.
Cependant, les fondateurs de Ville-Marie ne visent pas le commerce des fourrures. Ils veulent travailler à la conversion et à l'éducation des Amérindiens et ils veulent soigner les malades. Cette fondation a donc une motivation socio-religieuse beaucoup plus affirmée que les autres établissements dont la motivation première était le commerce des fourrures. Ainsi, Jeanne Mance fonde le premier hôpital de la Nouvelle-France, l'Hôtel-Dieu de Montréal. Mère Marie de l'Incarnation et Marguerite Bourgeois se dévouent dans l'enseignement. Tout cela se fait dans un contexte de menace iroquoise continuelle qui atteint son point culminant autour des années 1648-50 alors que les guerriers des Cinq-Nations procèdent à l'élimination presque totale des Hurons, les principaux alliés des Français dans la région des Grands-Lacs. Les années 1650 seront donc fort pénibles pour la petite colonie qui semble vouée à l'échec. Mais il va se produire en France des changements qui auront d’intéressantes répercussions ici.

### Le Conseil souverain (1663-1759)

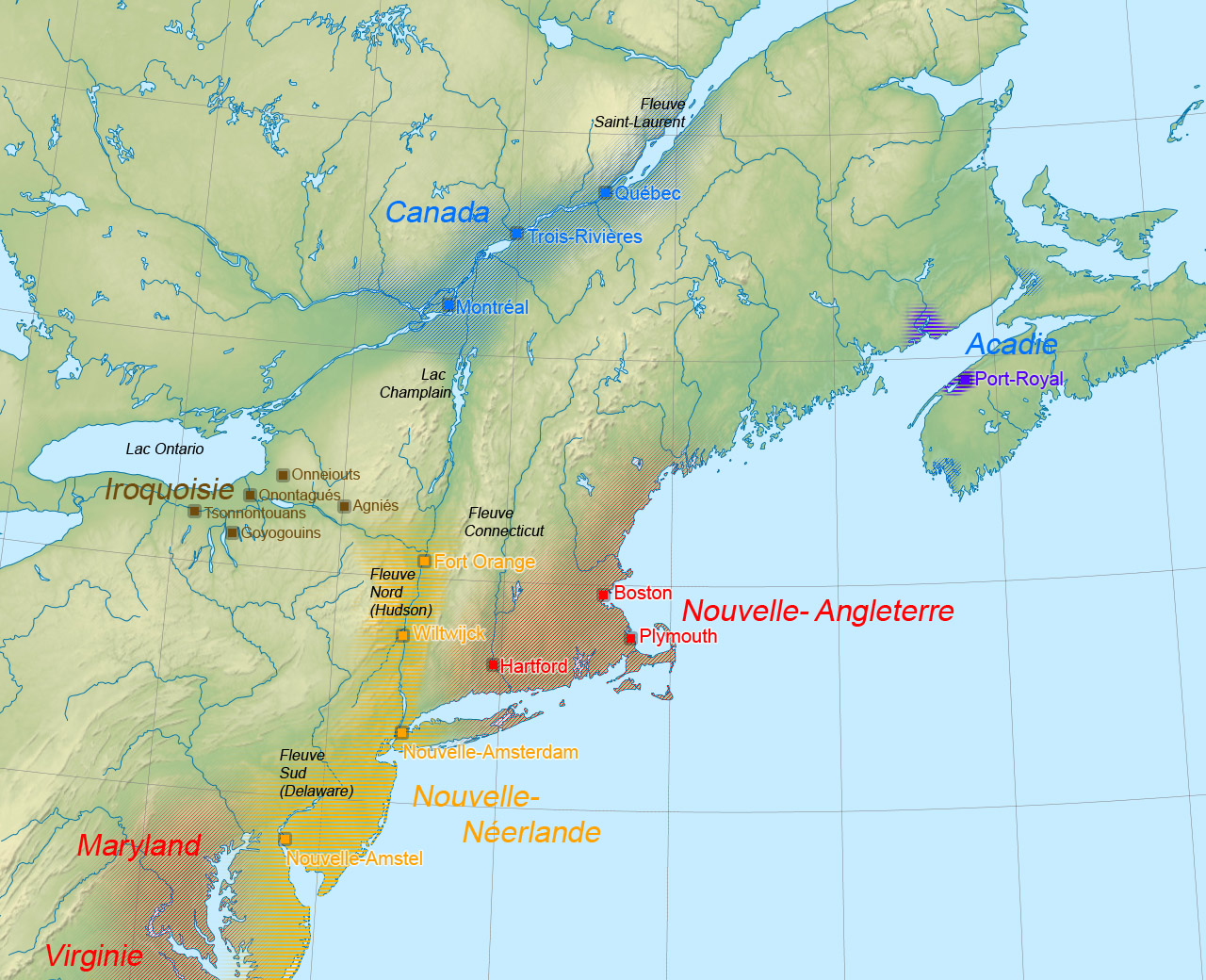
La Nouvelle-France et le territoire des colonies voisines en 1664

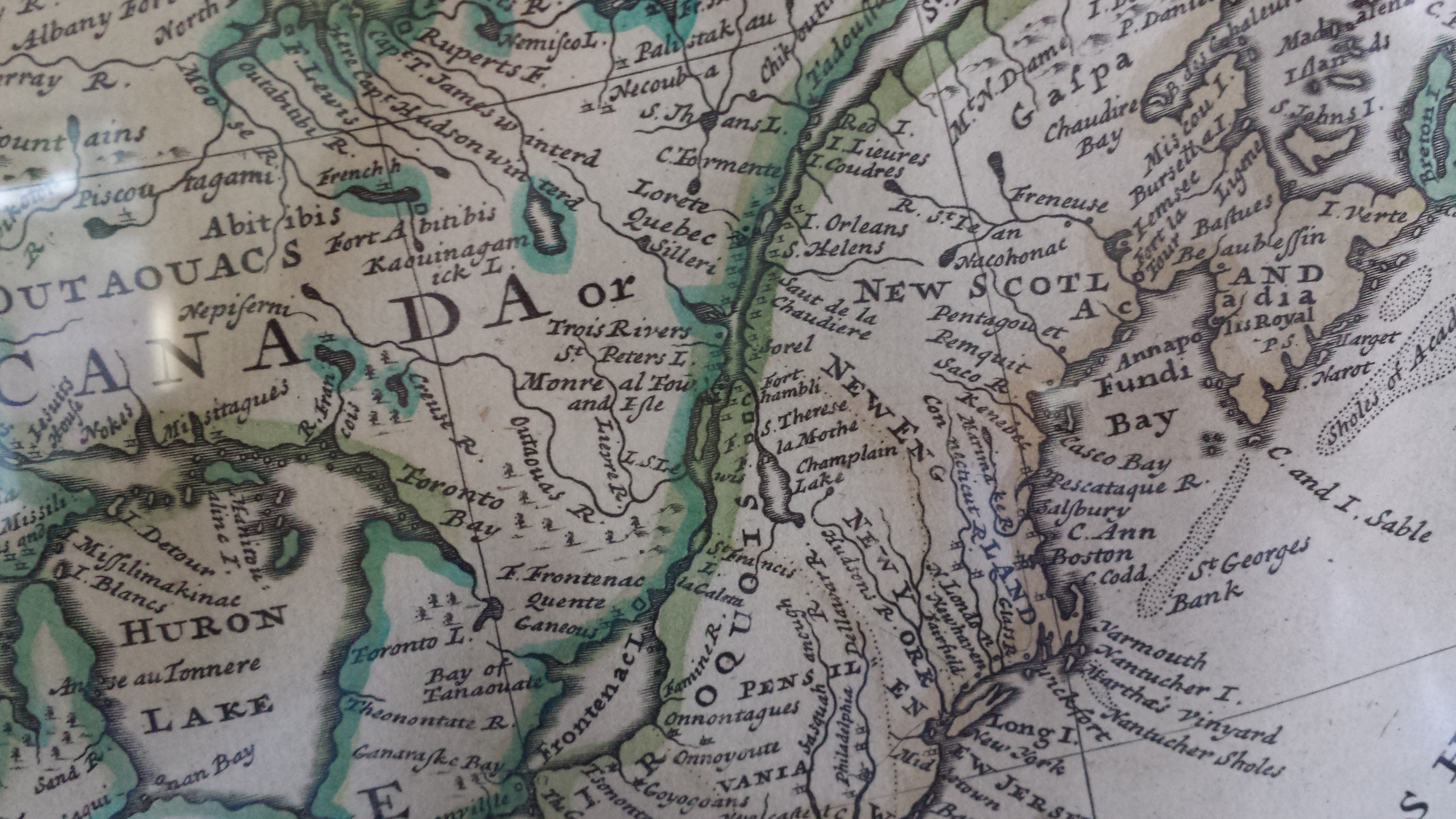
Détail d'une carte britannique de l'Amérique du Nord, dessinée vers 1710 et dédiée à Lord Somers.

En 1663, Louis XIV reprend en main la Nouvelle-France que son père avait laissée entre les mains de la Compagnie des Cent-Associés en 1627 et il institue le gouvernement royal. La compagnie perd donc ses privilèges et c’est le roi et son ministre de la marine, Jean-Baptiste Colbert, qui prennent le contrôle de la colonie.
On appelle cette période « Conseil souverain » parce que durant cette période la colonie est gouvernée par un conseil souverain (aussi appelé « conseil supérieur ») composé du gouverneur de la Nouvelle-France, de l'intendant de la Nouvelle-France, de l'évêque de la Nouvelle-France et de quelques conseillers.

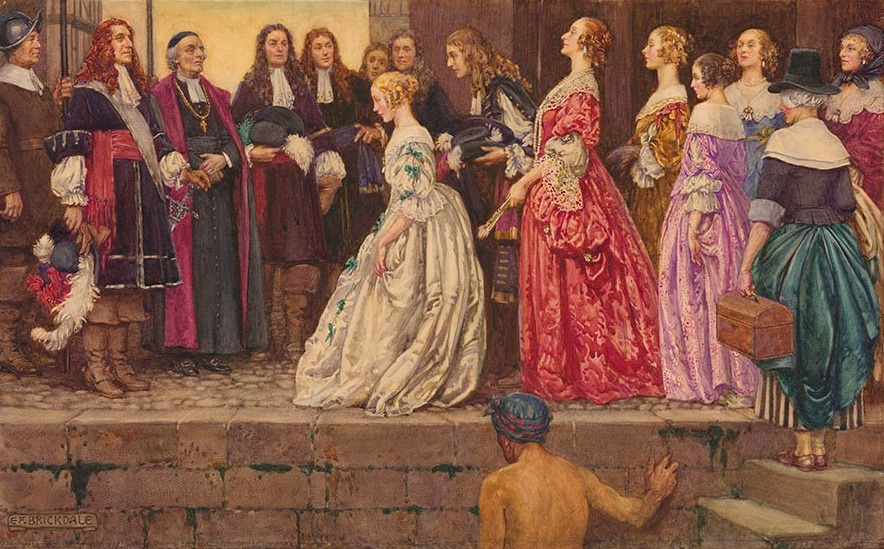
L'arrivée des Filles du Roi en 1667, dans le but de marier des colons canadiens. Jean Talon, intendant de la Nouvelle-France, et Mgr François de Montmorency-Laval, évêque de Québec, les attendent. Tableau d'Eleanor Fortescue-Brickdale (1872-1945).

Une des grandes innovations de cette organisation est la création du poste d'intendant dont la fonction est de développer la colonie. Le premier à occuper ce poste, Jean Talon, fut particulièrement efficace. Dès son arrivée, il fait un recensement général de la colonie. Il dénombre 3 215 habitants regroupés presque tous dans la vallée du Saint-Laurent. Cette population est très jeune et très majoritairement masculine. Il y a environ 16 hommes pour une femme. Manifestement, il y a des correctifs à apporter si on veut peupler la colonie. Talon met donc sur pied une politique démographique. Il commence par favoriser l'immigration. Il faut des filles au plus tôt. Les autorités françaises collaborent et envoient dans les années suivantes environ 1000 filles du Roy. Ces filles sont des orphelines qui ont reçu une dot du roi et qui sont envoyées en Nouvelle-France en tant que femmes à marier. Elles doivent d’ailleurs se marier le plus rapidement possible en débarquant en Nouvelle-France. Ces filles ont assuré une partie importante du peuplement de la colonie. Le gouvernement français favorise également l’émigration en Amérique de familles pauvres pour lesquelles il paie la traversée. On encourage également le système des engagés qui permit de recruter bon nombre de gens de métiers. Enfin, le roi assure la sécurité de la colonie en envoyant un régiment complet, le régiment de Carignan-Salières, composé de 1 200 hommes pour pacifier les Iroquois. Talon obtient que les soldats qui le veulent puissent demeurer dans la colonie à la fin de leur service et s'établir comme colons. Environ 400 d'entre eux choisissent cette option[réf. nécessaire].
Sous le Conseil souverain, le peuplement de la colonie progresse plus rapidement. Cependant, la vitesse de peuplement est loin d’être équivalente à ce qui se passe au sud dans les colonies britanniques. Au milieu du XVIIIe siècle, la Nouvelle-France compte 60 000 habitants alors que les colonies britanniques en comptent plus d'un million. Le succès du peuplement des colonies britanniques s’explique par deux conditions qui font totalement défaut à la colonie française :
- l’existence d’une force de répulsion dans la métropole, les persécutions religieuses en Angleterre, qui encouragent certains citoyens anglais à chercher une vie meilleure en Amérique ;
- l’attrait de terres cultivables combinées à une température clémente dans les colonies britanniques.

## La colonisation de l’Acadie (1611-1713)
La colonisation débute à l'Île Sainte-Croix en 1604. L’Acadie est une colonie française jusqu'à la signature du Traité d'Utrecht en 1713. La colonie devient alors une partie de l’empire britannique.
Voir aussi : Déportation des Acadiens (Grand Dérangement)

## La colonisation de laLouisiane(1672-1763)
En 1672, Louis Jolliet et le Père Marquette explorent le Mississippi.
Le 9 avril 1682, René Robert Cavelier de La Salle prend possession du bassin du Mississippi qu'il nomme Louisiane en l'honneur du roi Louis XIV.
La Louisiane demeure une colonie française jusqu’à sa cession à l’Espagne en 1763 lors de la signature du traité de Paris.

## La conquête britannique (1754-1763)
Les guerres européennes de la première partie du XVIIIe siècle (guerre de Succession d'Espagne, guerre de Succession d'Autriche) sont des guerres dynastiques qui ont peu d'impact sur le théâtre de l'Amérique du Nord. Il n'en est pas de même de la guerre de Sept Ans qui embrase le sous-continent pour la possession des colonies françaises et britanniques. Le traité d'Aix-la-Chapelle avait confié à une commission d'experts le soin de délimiter les zones d'influence des deux pays. Ses travaux n'étaient toujours pas terminés cinq ans plus tard. À la veille de la guerre les colons français sont 90 000 ; les colons britanniques 1 500 000. Malgré cette disproportion démographique la Nouvelle-France va résister jusqu'en 1758.
La guerre éclate en 1754 entre les Britanniques et les Français le long de la rivière Ohio (en Louisiane). La guerre s'étend jusqu'au Canada. En septembre 1759, les Britanniques, conduits par le major-général James Wolfe, attaquent les Français à Québec après un siège de 10 semaines. Les Français, conduits par le marquis Louis-Joseph de Montcalm, tentent de se défendre malgré une infériorité numérique écrasante. Tandis que les forces britanniques escaladent une falaise pour combattre les Français sur les plaines d'Abraham devant Québec, la flotte britannique bombarde Québec. Les Britanniques supérieurs en nombre et en expérience remportent la victoire. Jean Baptiste Nicolas Roch de Ramezay qui assure la défense de Québec depuis la mort de Montcalm et le départ des autorités, signe la capitulation de Québec le 18 septembre 1759 (selon les instructions qui lui avaient été transmises par le quartier-général du marquis de Vaudreuil).
Le dernier obstacle des Britanniques est Montréal. Ils l'attaquent en 1760. La ville, encerclée, se rend sans combattre, la capitulation de la ville est signée le 8 septembre 1760. Le signataire de la reddition française, le marquis de Vaudreuil, est dépeint comme un traître en France. Ce dernier fera partie des accusés, avec l'intendant François Bigot, du procès de l'Affaire du Canada qui vise les personnes jugées responsables de la perte du Canada au profit des Britanniques; le marquis de Vaudreuil sera acquitté, tandis que François Bigot devra rembourser 1 500 000 livres à titre de restitution.
La défaite française est officialisée par le traité de Paris en 1763. À ce moment, la France doit choisir entre sa colonie de Nouvelle-France ou ses colonies des Antilles. La France opte pour les Antilles à cause de la présence de ressources naturelles facilement exploitables et aussi parce qu’elle sait qu’elle est incapable de défendre sa petite colonie de Nouvelle-France face aux prospères colonies britanniques. De plus, la pensée de l'époque prévaut qu'une colonie n'est établie que pour l'utilité qu'en retire sa métropole à savoir qu'elle attend de chaque colonie qu'elle lui envoie tout ce qu'elle ne cultive pas et lui achète tout ce qui lui est nécessaire. Vu de France, les fourrures et la pêche tirées de Nouvelle France ne valaient pas un effort aussi démesuré pour l'État, sachant que l'on savait depuis longtemps que la colonie n'ouvrait pas la voie à la Chine et que son existence servait surtout à contrer l'expansion anglaise. En revanche, les Antilles, productrices de sucre, faisaient vivre un Français sur huit. Ainsi, la France cède le Canada à la Grande-Bretagne.
Voltaire résuma la perte à « quelques arpents de neige ».